# Aïcha Khiari
Pour les articles homonymes, voir Aïcha (homonymie) et Khiari.
Aïcha Khiari (arabe : عائشة الخياري) est une actrice tunisienne. Elle est connue pour avoir joué le rôle de Mariem dans la série télévisée Sayd Errim.

## Filmographie

### Cinéma
- 2008 : Thalathoun de Fadhel Jaziri

### Télévision

#### Séries
- 2008 : Sayd Errim d'Ali Mansour : Mariem
- 2012 : Pour les beaux yeux de Catherine de Hamadi Arafa et Rafika Boujday : Catherine[1]

#### Émissions
- 2012 : Le Crocodile (épisode 20) sur Ettounsiya TV